# یواس‌اس هیسم (دی‌یی-۴۰۰)
یواس‌اس هیسم (دی‌یی-۴۰۰) (به انگلیسی: USS Hissem (DE-400)) یک کشتی بود که طول آن ۳۰۶ فوت (۹۳ متر) بود. این کشتی در سال ۱۹۴۳ ساخته شد.